# Bad Trip (película)
Bad Trip (Un mal viaje en España y Un viaje pesado en Hispanoamérica) es una película de comedia estadounidense grabada con cámara oculta dirigida por Kitao Sakurai. La película sigue dos amigos mejores (Eric André y Lil Rel Howery) que hacen un viaje por carretera desde Florida a la ciudad de Nueva York para que uno de ellos puede declarar su amor a su amor de la escuela secundaria. (Michaela Conlin), todo ello mientras está siendo perseguido por la hermana criminal del otro (Tiffany Haddish), cuyo coche han robado para el viaje.
La película estaba programada para estrenarse en el South by Soutwest el 14 de marzo de 2020 y recibirá un estreno en cines de Orion Pictures el 17 de abril de 2020, pero se pospuso indefinidamente debido a la pandemia de COVID-19. Fue lanzado accidentalmente en Amazon Prime Video el 17 de abril y pirateado antes de su lanzamiento oficial. Más tarde, la película se vendió a Netflix. Fue lanzado el 26 de marzo de 2021 por Netflix y United Artists Releasing. Bad Trip recibió críticas generalmente positivas de los críticos.

## Argumento
En un pequeño pueblo de Florida, Chris está trabajando en un lavado de autos cuando llega una mujer, María. Chris le dice al hombre cuyo auto está lavando que ella es su enamorada de la escuela secundaria. Empieza a aspirar el coche, pero la aspiradora dominada le chupa la ropa y lo deja desnudo. Entra en pánico y se esconde en el coche. El hombre tiene una conversación con María, tratando de conseguir su número para Chris, pero ella se niega y se va.
El mejor amigo de Chris, Bud, está trabajando en una tienda de informática, donde su hermana, Trina, se detiene en su coche. Después de tener una conversación con dos clientes, ella le pide dinero a Bud, pero él se niega. Aunque está en arresto domiciliario, roba la tienda y se quita la etiqueta del tobillo, les da dinero a los dos clientes y les advierte que no delaten. Más tarde, Chris y Bud hablan sobre Trina, María y sus grandes aventuras.
Un año después, un plomero entra en la casa de Chris y Chris lo sorprende levantándose de una bañera llena de latas de cerveza. Chris se da cuenta de que llega tarde y corre a su nuevo trabajo en una tienda de batidos, causando caos en el camino. María entra a la tienda y tienen una conversación, donde revela que dirige una galería de arte en la ciudad de Nueva York. Ella le da su tarjeta para la galería. Mirar la tarjeta le hace perder el enfoque y accidentalmente atrapa su mano en una licuadora, salpicando sangre por todas partes.
Más tarde le pide consejo a un anciano, quien le dice que siga a María a Nueva York. Chris luego canta un número musical llamado "I Saw a Girl Today" para la confusión de todos a su alrededor. Hablando con Bud en el autobús, hacen el plan definitivo para un viaje por carretera a Nueva York. Chris tiene la idea de robar el coche de Trina, a lo que Bud se opone primero, pero Chris le recuerda que Trina está en la cárcel.
Bud paga por sacar el coche de un depósito. Mientras tanto, Trina escapa de la cárcel. Se entera de que se llevaron su coche y planea matar a Bud y Chris, robando un coche de la policía para darles caza. Chris y Bud destrozan una gasolinera, van a beber a un bar donde Chris vomita incontrolablemente y se cae de una repisa alta después de recibir demasiados disparos, y visitan un zoológico donde Chris es violado por un gorila después de irrumpir en su recinto para tomarse una selfie.
Más tarde chocan el auto de Trina y se involucran en una gran discusión, terminando su amistad, hasta que un reclutador de ROTC le dice a Chris algunas palabras de sabiduría. Chris encuentra a Bud en un autobús de regreso a Florida y se reconcilian, finalmente llegan a la galería de arte de María. Trina ve su auto dañado y al encontrar la tarjeta de presentación de María cubierta con la sangre de Chris, continúa cazándolos. Después de que Chris declara su amor por María, ella lo rechaza antes de que Trina atraviese la pared de la galería de arte, atacando a Chris con varias obras de arte.
Trina persigue a Chris, colgándolo del techo de la galería, pero Bud lo salva finalmente enfrentándose a ella. Ella lo abraza, orgullosa de que finalmente se defendió. Chris y Bud regresan a la galería de María, pero ella está angustiada por el caos y exige que se vayan. La película termina con la decisión de vestirse como mujeres blancas en una gala de recaudación de fondos ambientalista, que habían discutido mientras revisaban White Chicks anteriormente en la película, con Trina uniéndose a ellas como un hombre blanco.
Ellos interpretan la canción de DMX "Party Up" en el escenario, para gran incomodidad de todos los demás. Se reproducen imágenes detrás de escena durante los créditos finales, que muestran las reacciones de las personas que aparecieron a lo largo de la película cuando se les dijo que eran parte de una broma de cámara oculta.

## Reparto
- Eric André como Chris Carey
- Lil Rel Howery como Bud Malone
- Tiffany Haddish como Trina Malone
- Michaela Conlin como María Li
- Adam Meir como El Gorila

## Producción
Durante la conceptualización de la película, André asistió a los seminarios de historias de Robert McKee y consultó a Jeff Tremaine y Nathan Fielder. Cuando terminó la película, André la proyectó antes del estreno para el comediante Sacha Baron Cohen, un veterano de los programas y películas de bromas con cámaras ocultas.

## Lanzamiento
Bad Trip estaba programado para tener su estreno mundial en South by Southwest el 14 de marzo de 2020, pero el festival fue cancelado debido a la pandemia de COVID-19. La película también estaba programada para ser estrenada en cines por Orion Pictures de MGM el 17 de abril de 2020, pero fue retirado del horario debido a los cierres de salas de cine debido a las restricciones de la pandemia. Anteriormente se había programado para un estreno en cines en octubre de 2019, así como en febrero de 2020. La película se lanzó accidentalmente digitalmente en Amazon Prime Video por un breve tiempo el 17 de abril de 2020. Se retiró poco después, pero estuvo disponible el tiempo suficiente para filtrarse en plataformas de intercambio de archivos como The Pirate Bay.
En mayo de 2020, se anunció que MGM había vendido la película a Netflix. Según los informes, la filtración no afectó la venta. Netflix estrenó la película el 26 de marzo de 2021.

## Recepción
En el agregador de reseñas Rotten Tomatoes, la película tiene un índice de aprobación del 77% según las reseñas de 69 críticos, con una calificación promedio de 6.8/10. El consenso de los críticos del sitio web dice: "Con piezas de cámara oculta ingeniosamente groseras que a menudo encuentran sus marcas desprevenidas en su mejor momento, Bad Trip resulta ser un viaje sorprendentemente edificante". Según Metacritic, que calcula una puntuación media ponderada de 61 sobre 100 basándose en 17 críticos, la película recibió "críticas generalmente favorables".
Nick Allen de Rogerebert.com le dio a la película 3 1/2 de 4 estrellas, y la calificó como "un excelente escaparate para Eric André" y escribió que "muestra una evolución en el subgénero de las cámaras ocultas, dado su espíritu cálido sobre las personas". Michael Phillips de Chicago Tribune le dio a la película 3 de 4 estrellas y escribió: "Bad Trip tiene la ventaja alegre de las personalidades complementarias tranquilas en su centro".
 